# Dandy in the Underworld (canção)
"Dandy in the Underworld" é uma canção da banda britânica de rock T. Rex, escrita por Marc Bolan e lançada em 30 de maio de 1977, pela EMI Records, como o terceiro single de seu oitavo e último álbum de estúdio, Dandy in the Underworld.

## Composição
"Dandy in the Underworld" foi escrita no início de novembro de 1976, quando as sessões de gravação do futuro álbum homônimo estavam chegando ao fim. Bolan descreveu a faixa como "uma releitura da descida de Orfeu". Ele contou ao periódico Record Mirror: "'Dandy in the Underworld' é uma releitura da velha história em que Orfeu entra no submundo e depois retorna à luz. Isso tem sido verdade na minha vida às vezes."

## Gravação
A canção foi gravada no AIR Studios em novembro de 1976. Apresenta Steve Harley nas harmonias vocais, bem como nos vocais de apoio do refrão. Relembrando as sessões de gravação, Harley disse ao Record Collector em 2020: "As sessões dificilmente eram um modelo de sobriedade, mas estar com ele (Bolan) era uma alegria."
Harley ouviu pela primeira vez a gravação finalizada em fevereiro de 1977, quando Bolan tocou para ele uma fita no apartamento de Harley, em Londres. O músico registrou mais tarde em seu diário que Harley "amou" a faixa. Quando Harley estava gravando seu primeiro álbum solo, Hobo with a Grin, em 1977, Bolan retribuiu o favor tocando guitarra em duas faixas, "Amerika the Brave" e "Someone's Coming".

## Lançamento
"Dandy in the Underworld" foi lançada pela EMI Records como o segundo single do álbum de mesmo nome, em maio de 1977, dois meses após o lançamento do disco. Os dois lados B, "Groove a Little" e "Tame My Tiger", também foram escritos por Bolan, que descreveu "Tame My Tiger" como uma "canção de new wave".
Depois que o single anterior, "The Soul of My Suit", parou no número 42 na tabela musical britânica, Bolan retornou ao AIR Studios em abril para remixar e regravar parcialmente "Dandy in the Underworld" para o seu lançamento como single. A nova versão contou com novos vocais e algumas guitarras e cordas adicionais. O quarto verso foi removido, reduzindo assim a duração da faixa em mais de meio minuto. Para melhorar sua adequação para tocar no rádio, o verso "Exalted companion of cocaine nights" ("Exaltado companheiro da noite da cocaína") foi alterada para "Exalted companion of T. Rex nights" ("Companheiro exaltado da noite de T. Rex").
A canção não conseguiu obter o espaço mainstream significativo na rádio BBC quando foi lançada. Escrevendo para o periódico Record Mirror, Bolan comentou em 1977: "A 'Beeb' não estava ansiosa para tocar meu último single e lá estava eu pensando que tinha sido inteligente omitindo a referência ofensiva à cocaína no álbum. Mas alguém me disse que um de seus os radialistas disse 'Nós temos sido muito legais com Marc – nós sempre tocamos um em cada quatro de seus singles'. Esses são os mistérios do rock." A faixa, no entanto, gerou uma popularidade em estações de rádio locais independentes, incluindo a Pennine Radio, a  Hallam Radio e a Trent Radio. Foi o primeiro single da banda a não entrar na parada de singles do Reino Unido desde "By The Light of a Magical Moon", de 1970.

## Divulgação
Para divulgar o single, a banda apareceu no programa Get It Together para apresentar a canção. Foi filmado no estúdio de TV em 22 de junho e transmitido em 29 de junho. A banda também cantou a faixa no seriado de Bolan na TV britânica, Marc. O episódio com a apresentação foi transmitido em 14 de setembro de 1977, e foi o último antes da morte de Bolan. Harley concordou em aparecer em um episódio do programa, mas Bolan morreu antes que Harley estivesse disponível. Bolan pretendia tocar "Dandy in the Underworld" com T. Rex e Harley, bem como uma versão acústica de "Make Me Smile (Come Up and See Me)", de Steve Harley & Cockney Rebel, com Harley.

## Recepção crítica
Em seu lançamento, Rosalind Russell, do periódico Record Mirror, previu que "Dandy in the Underworld" seria um sucesso e escreveu: "Três canções sufocantes (...) Eu adorei isso, e especialmente porque ele tem coragem de se destacar novamente no cenário (da) new wave, e não se apegar a imagens antigas como outras pessoas."
O revisor crítico Dave Thompson, do site musical AllMusic, considerou-a "um genuíno clássico de Bolan". Como "uma das canções autobiográficas mais honestas de Bolan em anos", Thompson observou a "sinopse sincera de seu próprio declínio" nas letras. Ele sentiu que a música como um todo era a prova de que "assim como o movimento punk de meados para o final dos anos 70 teve muito de seu ímpeto do próprio exemplo inicial de Bolan, Bolan estava se rejuvenescendo em torno de suas energias." O autor de Bolan: The Rise and Fall of a 20th Century Superstar, Mark Paytress, elogiou-o como um "puro melodrama (de) Bolan no seu melhor". Paytress fez comparações com o single de 1974, "Teenage Dream", como Bolan "pesquisa os escombros de sua carreira fraturada – só que desta vez, com as lições aprendidas, ele estava voltando para cima, não para baixo".
Em uma retrospectiva sobre as dez melhores canções do T. Rex, Brian Kachejian, da Classic Rock History, escolheu "Dandy in the Underworld" como número cinco da lista. Ele considerou a faixa como a "pura emoção de T. Rex", e acrescentou que "parecia ser uma prévia do próximo capítulo musical da vida de Bolan até que ele foi tragicamente morto". Em uma retrospectiva semelhante, o WhatCulture selecionou a faixa como número um da lista. O escritor Chris Chopping a descreveu como "uma das canções mais pessoais e reveladoras de Bolan", e acrescentou que a "trilha de apoio cativante e de andamento médio e a performance consciente de si mesmo elevam a canção (...) a hino".

## Ficha técnica
Adaptada do encarte de Dandy in the Underworld.
T. Rex
- Marc Bolan – vocais principais, guitarra
- Dino Dines – teclados
- Herbie Flowers – baixo elétrico
- Tony Newman – bateria

Músicos adicionais
- Steve Harley – vocais adicionais

Produção
- Marc Bolan – produção musical
- Mike Stavrou, Jon Walls – engenharia de áudio